# Mortes em abril de 2009
Mortes em 2009: ← Janeiro – Fevereiro – Março – Abril – Maio – Junho – Julho – Agosto – Setembro – Outubro – Novembro – Dezembro →
A lista a seguir relaciona pessoas notáveis que morreram em abril de 2009:

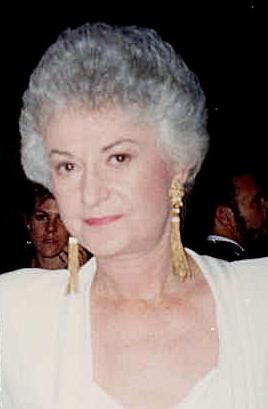
Beatrice Arthur, atriz americana.

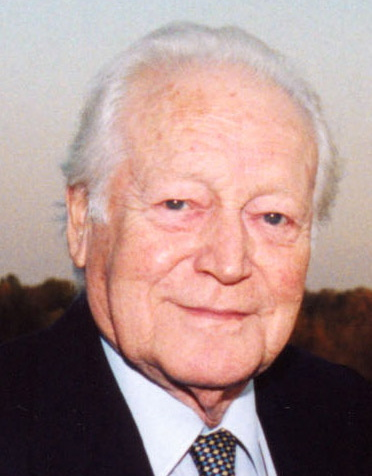
Maurice Druon, escritor francês.

| Dia | Nome                         | Profissão ou motivo de reconhecimento | Nacionalidade  | Ano de nasc. | Ref    |
| --- | ---------------------------- | ------------------------------------- | -------------- | ------------ | ------ |
| 2   | Bud Shank                    | Músico                                | Estados Unidos | 1926         | [ 1 ]  |
| 3   | Crodowaldo Pavan             | Biólogo                               | Brasil         | 1919         | [ 2 ]  |
| 3   | Márcio Moreira Alves         | Jornalista e político                 | Brasil         | 1936         | [ 3 ]  |
| 4   | Isolda Cresta                | Atriz                                 | Brasil         | 1929         | [ 4 ]  |
| 5   | Giulite Coutinho             | Ex-presidente da CBF                  | Brasil         | 1921         | [ 5 ]  |
| 7   | Mari Trini                   | Cantora                               | Espanha        | 1947         | [ 6 ]  |
| 8   | Francarlos Reis              | Ator e dramaturgo                     | Brasil         | 1941         | [ 7 ]  |
| 8   | Tavares da Gaita             | Músico                                | Brasil         | 1925         | [ 8 ]  |
| 11  | Carlos Wilson                | Político                              | Brasil         | 1950         | [ 9 ]  |
| 11  | Corín Tellado                | Escritora                             | Espanha        | 1926         | [ 10 ] |
| 11  | Jimmy Neighbour              | Futebolista                           | Inglaterra     | 1950         | [ 11 ] |
| 11  | João Herrmann Neto           | Político                              | Brasil         | 1944         | [ 12 ] |
| 12  | Marilyn Chambers             | Atriz pornográfica                    | Estados Unidos | 1952         | [ 13 ] |
| 12  | Troncoso Peres               | Advogado criminalista                 | Brasil         | 1924         | [ 14 ] |
| 12  | Xico Stockinger              | Escultor e desenhista                 | Áustria        | 1919         | [ 15 ] |
| 14  | Maurice Druon                | Escritor                              | França         | 1918         | [ 16 ] |
| 15  | Clement Freud                | Escritor e político                   | Inglaterra     | 1924         | [ 17 ] |
| 16  | Eduardo Rózsa-Flores         | Jornalista, ator e militar            | Hungria        | 1960         | [ 18 ] |
| 16  | Franco Ambrosio              | Empresário                            | Itália         | 1933         | [ 19 ] |
| 18  | Bill Orton                   | Político                              | Estados Unidos | 1948         | [ 20 ] |
| 18  | Stephanie Parker             | Atriz                                 | Inglaterra     | 1987         | [ 21 ] |
| 19  | J. G. Ballard                | Escritor                              | Inglaterra     | 1930         | [ 22 ] |
| 22  | David Kellermann             | Empresário                            | Estados Unidos | 1967         | [ 23 ] |
| 22  | Ken Annakin                  | Cineasta                              | Inglaterra     | 1914         | [ 24 ] |
| 22  | Otto Stupakoff               | Fotógrafo                             | Brasil         | 1935         | [ 25 ] |
| 25  | Beatrice Arthur              | Atriz                                 | Estados Unidos | 1922         | [ 26 ] |
| 25  | José Nascimento Leão de Melo | Político                              | Brasil         | 1925         | [ 27 ] |
| 27  | Craig Arnold                 | Poeta                                 | Estados Unidos | 1967         | [ 28 ] |
| 30  | David Picão                  | Bispo                                 | Brasil         | 1923         | [ 29 ] |